# Saint-Michel (Charente)
Saint-Michel és un municipi francès situat al departament del Charente i a la regió de la Nova Aquitània. L'any 2007 tenia 3.078 habitants.

## Demografia

### Població
El 2007 la població de fet de Saint-Michel era de 3.078 persones. Hi havia 1.442 famílies de les quals 607 eren unipersonals (225 homes vivint sols i 382 dones vivint soles), 449 parelles sense fills, 260 parelles amb fills i 126 famílies monoparentals amb fills.
La població ha evolucionat segons el següent gràfic:
Habitants censats

### Habitatges
El 2007 hi havia 1.611 habitatges, 1.464 eren l'habitatge principal de la família, 12 eren segones residències i 135 estaven desocupats. 1.017 eren cases i 505 eren apartaments. Dels 1.464 habitatges principals, 706 estaven ocupats pels seus propietaris, 741 estaven llogats i ocupats pels llogaters i 17 estaven cedits a títol gratuït; 99 tenien una cambra, 193 en tenien dues, 295 en tenien tres, 439 en tenien quatre i 437 en tenien cinc o més. 937 habitatges disposaven pel capbaix d'una plaça de pàrquing. A 742 habitatges hi havia un automòbil i a 487 n'hi havia dos o més.

### Piràmide de població
La piràmide de població per edats i sexe el 2009 era:
| Homes | Edats   | Dones |
| ----- | ------- | ----- |
| 0     | 95 o +  | 24    |
| 12    | 90 a 94 | 60    |
| 16    | 85 a 89 | 92    |
| 32    | 80 a 84 | 48    |
| 40    | 75 a 79 | 76    |
| 56    | 70 a 74 | 64    |
| 108   | 65 a 69 | 72    |
| 108   | 60 a 64 | 108   |
| 76    | 55 a 59 | 104   |
| 96    | 50 a 54 | 100   |
| 76    | 45 a 49 | 128   |
| 60    | 40 a 44 | 88    |
| 76    | 35 a 39 | 92    |
| 136   | 30 a 34 | 112   |
| 124   | 25 a 29 | 92    |
| 92    | 20 a 24 | 64    |
| 104   | 15 a 19 | 60    |
| 64    | 10 a 14 | 48    |
| 36    | 5 a 9   | 64    |
| 80    | 0 a 4   | 48    |

## Economia
El 2007 la població en edat de treballar era de 1.847 persones, 1.357 eren actives i 490 eren inactives. De les 1.357 persones actives 1.175 estaven ocupades (585 homes i 590 dones) i 182 estaven aturades (87 homes i 95 dones). De les 490 persones inactives 203 estaven jubilades, 148 estaven estudiant i 139 estaven classificades com a «altres inactius».

### Ingressos
El 2009 a Saint-Michel hi havia 1.437 unitats fiscals que integraven 2.922,5 persones, la mediana anual d'ingressos fiscals per persona era de 17.591 €.

### Activitats econòmiques
Dels 122 establiments que hi havia el 2007, 3 eren d'empreses alimentàries, 5 d'empreses de fabricació d'altres productes industrials, 9 d'empreses de construcció, 22 d'empreses de comerç i reparació d'automòbils, 5 d'empreses de transport, 6 d'empreses d'hostatgeria i restauració, 4 d'empreses d'informació i comunicació, 6 d'empreses financeres, 3 d'empreses immobiliàries, 11 d'empreses de serveis, 42 d'entitats de l'administració pública i 6 d'empreses classificades com a «altres activitats de serveis».
Dels 22 establiments de servei als particulars que hi havia el 2009, 1 era una oficina d'administració d'Hisenda pública, 1 oficina de correu, 3 oficines bancàries, 2 autoescoles, 1 paleta, 2 guixaires pintors, 1 fusteria, 2 lampisteries, 1 empresa de construcció, 2 perruqueries, 5 restaurants i 1 saló de bellesa.
Dels 7 establiments comercials que hi havia el 2009, 1 era una botiga de menys de 120 m², 2 fleques, 2 llibreries, 1 una botiga de roba i 1 una botiga de material esportiu.

## Equipaments sanitaris i escolars
El 2009 hi havia 1 hospital de tractaments de curta durada, 1 hospital de tractaments de mitja durada (seguiment i rehabilitació), 1 un hospital de tractaments de llarga durada, 1 centre d'urgències, 1 maternitat i 2 farmàcies.
El 2009 hi havia 1 escola maternal i 1 escola elemental. Saint-Michel disposava d'un col·legi d'educació secundària amb 535 alumnes.
Saint-Michel disposava d'un centre de formació no universitària superior de formació sanitària.

## Poblacions properes
El següent diagrama mostra les poblacions més properes.